# Pôle universitaire de Sherbrooke
Le Pôle universitaire de Sherbrooke regroupe huit institutions sherbrookoises qui accueillent environ 50 000 étudiantes et étudiants par année et emploient environ 11 000 personnes, dont plus de 3 700 professeurs, enseignants et chercheurs.
Les huit institutions du Pôle universitaire de Sherbrooke sont :
- l'Université de Sherbrooke ;
- l'Université Bishop's ;
- le Cégep de Sherbrooke ;
- le Collège Régional Champlain ;
- le Séminaire de Sherbrooke ;
- le Centre hospitalier universitaire de Sherbrooke ;
- le Centre de santé et de services sociaux – Institut universitaire de gériatrie de Sherbrooke ;
- le Centre de recherche et de développement sur le bovin laitier et le porc.